# Uteruskarzinom
Das Uteruskarzinom (Gebärmutterkrebs) ist ein bösartiger Tumor der Epithelzellen (Karzinom) der Gebärmutter (Uterus). Es werden dabei aufgrund der Lokalisation folgende Formen unterschieden:
- Zervixkarzinom – Karzinom der Cervix uteri (Gebärmutterhals), (auch Kollumkarzinom genannt)
- Korpuskarzinom – Karzinom des Endometriums (Gebärmutterschleimhaut)